# Theloderma ryabovi
Espèce
Statut de conservation UICN

 EN  : En danger
Theloderma ryabovi est une espèce d'amphibiens de la famille des Rhacophoridae.

## Répartition
Cette espèce est endémique de la province de Kon Tum au Viêt Nam. Elle n'est connue qu'à Măng Cành dans le huyện de Kon Plông à 1 210 m d'altitude,.

## Étymologie
Cette espèce est nommée en l'honneur de Sergei A. Ryabov.

## Publication originale
- Orlov, Dutta, Ghate & Kent, 2006 : « New species of Theloderma from Kon Tum Province (Vietnam) and Nagaland State (India) [Anura: Rhacophoridae] ». Russian Journal of Herpetology, vol. 13, no 2, p. 135-154 (lire en ligne).